# تلخون (مجموعه‌داستان)
تلخون نخستین داستان نوشته صمد بهرنگی نویسنده چپگرای ایرانی است.
قصه تلخون برداشتی است از یک افسانه محلی آذربایجانی. این قصه را صمد بهرنگی نخست به زبان آذری نوشت و سپس متن فارسی آن را که تاریخ ۶ اردیبهشت ۱۳۴۰ را بر پای خود دارد، با امضای «ص. قارانقوش» در شماره ۸۸ (۲۷ مرداد ۱۳۴۲) کتاب هفته احمد شاملو به چاپ رساند.
این نوشته سپس به همراه چند قصه دیگر، در مجموعه تلخون و چند قصه دیگر تجدید چاپ شد.